# Temnikow
Temnikow (russisch Те́мников, mokschanisch Темникав, Temnikaw) ist eine Kleinstadt in der Republik Mordwinien (Russland) mit 7243 Einwohnern (Stand 14. Oktober 2010).

## Geographie

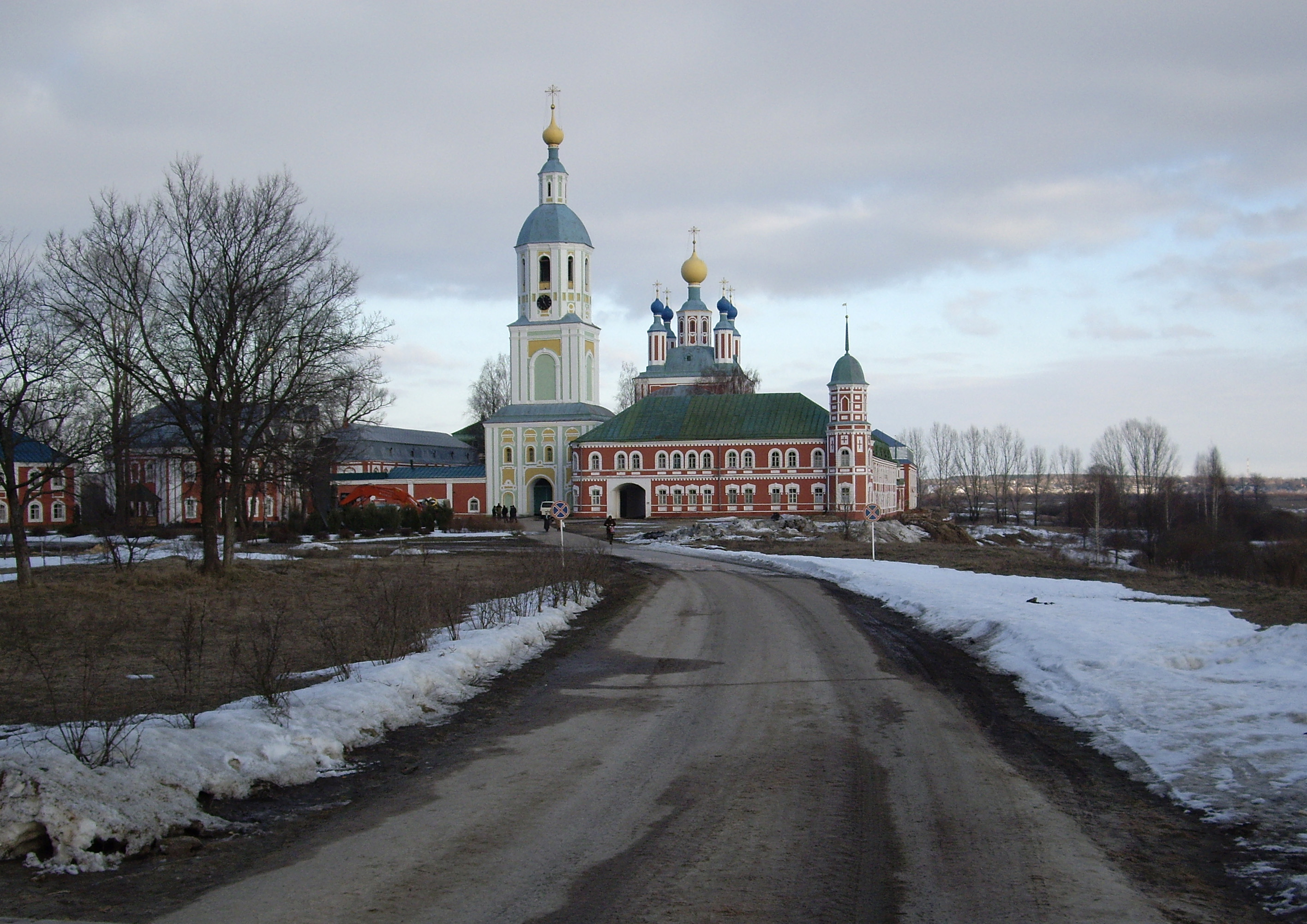
Sanaksar-Kloster

Die Stadt liegt etwa 160 km nordwestlich der Republikhauptstadt Saransk an der Mokscha, einem rechten Nebenfluss der in die Wolga mündenden Oka.
Temnikow ist Verwaltungszentrum des gleichnamigen Rajons.

## Geschichte
Temnikow wurde im 14. Jahrhundert acht Kilometer flussabwärts als befestigte Stadt gegründet. 1536 wurde die Stadt an die heutige Stelle verlegt, der alte Ort ist als Dorf Stary Gorod (Alte Stadt) erhalten. Damit ist Temnikow die älteste Stadt Mordwiniens.
1779 erhielt der Ort als Verwaltungszentrum eines Kreises (Ujesds) des Gouvernements Tambow das heutige Stadtrecht.
In der Stadt bestand das Kriegsgefangenenlager 58 für deutsche Kriegsgefangene des Zweiten Weltkriegs. Es soll das erste Kriegsgefangenenlager in der Sowjetunion gewesen sein.

### Bevölkerungsentwicklung
| Jahr | Einwohner |
| ---- | --------- |
| 1897 | 5700      |
| 1926 | 1900      |
| 1939 | 5464      |
| 1959 | 6159      |
| 1979 | 7354      |
| 1989 | 9172      |
| 2002 | 8375      |
| 2010 | 7243      |

Anmerkung: Volkszählungsdaten (bis 1926 gerundet)

## Kultur und Sehenswürdigkeiten
Drei Kilometer nordwestlich von Temnikow liegt am linken Mokscha-Ufer das 1659 gegründete Sanaksar-Gottesmutter-Geburts-Kloster (Рождество-Богородичный Санаксарский монастырь/Roschdestwo-Bogoroditschny Sanaksarski monastyr; kurz auch Sanaksar-Kloster), im 18. Jahrhundert eines der bedeutendsten religiösen Zentren Russlands.
Die Stadt besitzt ein Heimatmuseum.

## Wirtschaft
In Temnikow gibt es ein Glühlampenwerk, Betriebe der Holzwirtschaft und der holzverarbeitenden (Papier/Tapeten) sowie der Lebensmittelindustrie.

## Persönlichkeiten
- Fjodor Uschakow (1745–1817), Admiral, Heiliger der Russisch-Orthodoxen Kirche; verbrachte seine letzten Lebensjahre auf seinem Besitz unweit Temnikow und ist im dortigen Sanaksar-Kloster beigesetzt
- Theodor von Sanaksar (Iwan Ignatjewitsch Uschakow, 1718–1791), Heiliger der Russisch-Orthodoxen Kirche,  Admiral Uschakows Onkel; ebenfalls im Sanaksar-Kloster beigesetzt